# Regime jurídico
Regime jurídico é o conjunto de normas que dispõe sobre certo sujeito, bem ou atividade. Tais normas são referidas em seu sentido amplo, podendo ser princípios, regras, diretrizes e demais espécies normativas. Por exemplo, o regime jurídico do trabalho ou trabalhista é a lei com base na qual são definidos os direitos, deveres e demais parâmetros que devem regular o relacionamento entre o empregado e o empregador.[carece de fontes?]